# ديمنغ تشن
ديمنغ تشن (بالإنجليزية: Deming Chen)‏ هي عداءة مراثونية وسيدة أعمال أمريكية، ولدت في 18 نوفمبر 1970 في نيويورك في الولايات المتحدة.